# Petőfibánya
Petőfibánya község Heves vármegye Hatvani járásában.

## Fekvése
A Mátraalján, Hatvantól 16 km-re északra,  a Zagyva folyó völgyében található. Szomszédos települések: észak felől Apc, északkelet felől Rózsaszentmárton, kelet felől Nagyréde, délkelet felől Ecséd, dél felől Hatvan, délnyugat és nyugat felől Lőrinci (Selyp), északnyugat felől pedig Zagyvaszántó.
Közúton a 21-es főútról elágazó 2402-es úton közelíthető meg; határszélét délen érinti még a 2401-es út is. A legközelebbi vasútállomás a Hatvan–Somoskőújfalu-vasútvonalon Selyp.

## Neve
A település eredeti neve Pernyepuszta volt. 1950-ben kapta a Petőfi bányatelep nevet.

## Története
Területén avar kori sírokat tártak fel.
A hagyomány szerint egészen a kuruc korig lakott település volt, ekkor azonban a császári zsoldosok felgyújtották a falut.
A 20. század elején báró Schossberger tulajdonában álló mezőgazdasági birtok volt, ahol a domboldalakon szőlőt, a sík területeken dinnyét termesztettek. A mai település létrejötte a szénbánya építésének köszönhető, amelynek építését 1942-ben kezdték meg, de a háború miatt a termelés nem indult meg. 1943-1944-ben lakótelep, legényszállás, igazgatói és tiszti lakások építését is elkezdték. 1944. decemberben szovjet csapatok foglalták el a települést; az üres lakásokban hadikórházat rendeztek be, ahol mintegy 4000 főt ápoltak. A helyiek közül a nők a kórházban dolgoztak, a férfiak pedig a hadianyag-szállításnál és a szovjet javítóműhelyekben; cserében élelmet kaptak.
Az  1949. októberben megnyílt bányában kitermelt lignit felhasználására alapozva építették meg a Lőrinci Hőerőművet. A vállalat dolgozói számára mintegy 960-970 lakásos lakótelep épült. Az 1960-as évek közepén a bányát a kitermelés gazdaságtalansága miatt bezárták. Már a bánya bezárása után, 1975-ben épült fel az ifjúsági lakótelep.

## Népesség
A település népességének változása:
| Lakosok száma | 3190 | 3125 | 2983 | 2730 | 2657 | 2584 | 2618 | 2457 | 2434 | 2419 |
|               | 1991 | 2001 | 2005 | 2013 | 2014 | 2015 | 2020 | 2022 | 2023 | 2024 |

A bánya indulásakor az ország negyven településéről érkeztek munkások.
2001-ben a település lakosságának közel 100%-a magyar nemzetiségűnek vallotta magát.
A 2011-es népszámlálás során a lakosok 84,7%-a magyarnak, 0,5% cigánynak, 0,5% németnek mondta magát (15,3% nem nyilatkozott; a kettős identitások miatt a végösszeg nagyobb lehet 100%-nál).
2022-ben a lakosság 89,3%-a vallotta magát magyarnak, 0,7% ukránnak, 0,4% cigánynak, 0,4% németnek, 0,2% szlováknak, 0,1-0,1% örménynek, szerbnek és románnak, 3% egyéb, nem hazai nemzetiségűnek (10,5% nem nyilatkozott; a kettős identitások miatt a végösszeg nagyobb lehet 100%-nál). Vallásuk szerint 22,3% volt római katolikus, 2% református, 0,4% evangélikus, 0,3% görög katolikus, 2,2% egyéb keresztény, 0,5% egyéb katolikus, 34,1% felekezeten kívüli (38,1% nem válaszolt).

## Közigazgatás

### Közigazgatási beosztás
A község területe 1989 előtt Lőrinci része volt; egy 1988. novemberben tartott népszavazást követően 1989. május 1-jével alakult önálló községgé. (A népszavazáson a részvételi arány 81%-os, és a szavazók 87%-a választotta az önállósodást.) A két község nem tudott megállapodásra jutni a külterületekről, és Petőfibányának kezdetben egyáltalán nem volt külterülete. 2002-ben a Legfelsőbb Bíróság úgy döntött, hogy Petőfibányának a külterületek irányti igénye jogos.

### Polgármesterek
- 1990–1992: Fekete László (független)[23]
- 1992–1994: Papp István[24]
- 1994–1998: Fekete László (független)[25]
- 1998–2002: Fekete László (független)[26]
- 2002–2006: Fekete László (független)[27]
- 2006–2010: Fekete László (független)[28]
- 2010–2014: Juhászné Barkóczy Éva (független)[29]
- 2014–2019: Juhászné Barkóczy Éva (független)[30]
- 2019–2024: Juhász Péter (független)[31]
- 2024– : Juhász Péter (független)[1]

## Gazdaság
Az 1940-es évek elején a Salgótarjáni Kőszénbánya Rt. tervbe vette Pernye-pusztán egy altáró létesítését, azonban a munkálatok befejezésére a második világháború miatt nem került sor. A bánya végül is 1949. októberben nyílt meg. 1952-ben itt helyezték üzembe az első magyarországi bányadiszpécser-központot. A bányavállalat Petőfibányán Gépüzemet és Vegyesüzemet hozott létre, ahol külföldi felhasználásra is gyártottak itt kifejlesztett bányagépeket. Alumínium és fafeldolgozással is foglalkoztak. A szén kitermelése 1964-ben szűnt meg. A működés évei alatt (1949-1964) összesen mintegy 7,6 millió lignitet termeltek ki.
A bánya leállása után a bánya járataiban gombatermesztéshez kezdtek. A bánya gépüzeme és vegyesüzeme 1989-ig továbbra is működött, többek között villamos távvezetékhez való oszlopokat gyártottak. Ezen üzemek bezárásával az 1990-es években a községben a munkanélküliség 30%-osra emelkedett. 1998-ban ide települt a a koreai érdekeltségű Young Shin Elektronikai Kft. gyára, ahol a televíziós készülékek külső műanyag dobozait gyártották. 2002-ben már több üzem is működött az egykori gépüzem területén, és a községben a munkanélküliség 3%-ra csökkent.
1995-ben a Hulladék- és Akkumulátor Feldolgozó Rt. (HAF) Petőfibányán szándékozott telephelyet létesíteni, azonban a lakossági ellenkezés miatt az önkormányzat elutasította beruházást.
2021-ben napelempark építése kezdődött el.

## Kultúra

### Közművelődés
Bányász fúvószenekara 1945-ben alakult.
A bányavállalat már 1949. áprilisában megbízást adott kultúrház tervezésére, az épület azonban (különböző bürokratikus huzavonák és anyagi források hiánya miatt) 1952. júniusban még nem volt kész. 1954. júniusban az Országgyűlésben már átadottként említették. A kultúrházban színházi- és mozielőadásokat tartottak, kiállításokat szerveztek, ifjúsági klub, nyugdíjas klub, színjátszó- és tánccsoport működött.

### Oktatás
Az általános iskolai tanítás 1945-ben kezdődött, akkor még egy üres segédtiszti lakásban. 1949 őszén Pernyepusztán egy felvonulási épületben vájárképzést indítottak; utóbb a képzést áthelyezték a vörösmajori kastélyba.
A községben egy általános iskola, valamint egy óvoda-bölcsőde működik. Az általános iskolát a 2012/2013-as tanévtől kezdve a Baptista Szeretetszolgálat működteti.

### Vallás
2011-ben a lakosság vallási megoszlása a következő volt: római katolikus 31,2%, református 2,1%, evangélikus 0,5%, görögkatolikus 0,2%, felekezeten kívüli 37,6% (27,4% nem nyilatkozott).
A katolikus egyház szempontjából eredetileg az apci plébániához tartozott, jelenleg a lőrinci plébánia filiája; a reformátusok a hatvani egyházközséghez tartoznak. A településen működik az Első Szeretet baptista gyülekezet.
A településen nincs templom, a miséket illetve az istentiszteleteket a művelődési házban tartják.

## Sport
Az 1946-ban alakult Petőfibányai Bányász Sportkör korábban labdarúgó, birkózó-, ökölvívó-, súlyemelősakk-, röplabda-, kézilabda- teke- és asztalitenisz szakosztályokkal rendelkezett; 2010-ben már csak a labdarúgó, teke és ökölvívó szakosztály működött. A sportoláshoz labdarúgópálya, uszoda és tekepálya állt rendelkezésre.
Az ökölvívó szakosztály legeredményesebb versenyzője, Juhász László a junior Európa-bajnokságon aranyérmet, az 1973-as felnőttt Európa-bajnokságon bronzérmet szerzett, és az országos bajnoki címet ötször érdemelte ki.
A labdarúgócsapat az 1971/72-es idényben az első helyen végzett a megyei első osztályban.

## Nevezetességei
- A már bezárt bányát, 2007-től újra lehet látogatni évente egy vagy két alkalommal, bár az összességében több mint 100 kilométeres járatrendszerből csak alig 100-150 méter látogatható. Ez a bánya adott menedéket és tiszta vizet a második világháborúban a környék több száz lakójának, illetve itt található az ország harmadik leghosszabb alagútja.
- Bányász Emlékpark[64]
- Petőfi Sándor-szobor (1948), Cseh István alkotása[65]
- Trianoni emlékmű (2013), Nagy László fafaragó alkotása[66]
- A Kopasz-hegy a Natura 2000 hálózat része, különleges természetmegőrzési terület.[67]

## Híres lakosai
- Juhász László (1951–2019) ötszörös országos bajnok ökölvívó
- Ursitz József (1911–2010) Kossuth-díjas bányamérnök